# Sumpango
Sumpango (del náhuatl, «tzompantl»: «estantería para calaveras humanas dedicadas a los dioses») es un municipio del departamento de Sacatepéquez en la República de Guatemala. Cuenta con un área de 55 kilómetros cuadrados, y más de 45 mil personas habitan en la cabecera municipal y sus nueve aldeas. Su cabecera municipal es la ciudad del mismo nombre y su feria titular se realiza el 28 de agosto en honor a su santo patrono Agustín de Hipona.
Durante la época colonial fue una doctrina de los frailes dominicos, hasta que estos tuvieron que entregar sus reducciones al clero secular en 1754.
Es conocido a nivel nacional por su Festival de Barriletes Gigantes, el cual es un evento cultural que se celebra el 1 de noviembre de cada año, día en que se celebra a Todos los Santos.

## Toponimia

### Nombre castellano
Muchos de los nombres de los municipios y poblados de Guatemala constan de dos partes: el nombre del santo católico que se venera el día en que fueron fundados y una descripción con raíz náhuatl; esto se debe a que las tropas que invadieron la región en la década de 1520 al mando de Pedro de Alvarado estaban compuestas por soldados españoles y por indígenas tlaxcaltecas y cholultecas.  De esta forma, el topónimo «Sumpango» proviene del vocablo náhuatl: «tzompantli», que significa «estantería para calaveras humanas dedicadas a los dioses».[cita requerida]

### Nombre Kaqchikel
Por su parte, el origen Idioma Kaqchikel es «Tzun Pen» significa «lugar abajo del estómago», o «estómago de cuero», debido al cinturón ancho de cuero que se utilizaban antiguamente los pobladores.[cita requerida]

## Geografía física

### Clima
La cabecera municipal de Sumpango tiene clima templado (Clasificación de Köppen: Csb).
| Parámetros climáticos promedio de Sumpango | Parámetros climáticos promedio de Sumpango | Parámetros climáticos promedio de Sumpango | Parámetros climáticos promedio de Sumpango | Parámetros climáticos promedio de Sumpango | Parámetros climáticos promedio de Sumpango | Parámetros climáticos promedio de Sumpango | Parámetros climáticos promedio de Sumpango | Parámetros climáticos promedio de Sumpango | Parámetros climáticos promedio de Sumpango | Parámetros climáticos promedio de Sumpango | Parámetros climáticos promedio de Sumpango | Parámetros climáticos promedio de Sumpango | Parámetros climáticos promedio de Sumpango |
| Mes                                        | Ene.                                       | Feb.                                       | Mar.                                       | Abr.                                       | May.                                       | Jun.                                       | Jul.                                       | Ago.                                       | Sep.                                       | Oct.                                       | Nov.                                       | Dic.                                       | Anual                                      |
| ------------------------------------------ | ------------------------------------------ | ------------------------------------------ | ------------------------------------------ | ------------------------------------------ | ------------------------------------------ | ------------------------------------------ | ------------------------------------------ | ------------------------------------------ | ------------------------------------------ | ------------------------------------------ | ------------------------------------------ | ------------------------------------------ | ------------------------------------------ |
| Temp. máx. media (°C)                      | 21.1                                       | 22.2                                       | 23.7                                       | 24.3                                       | 23.8                                       | 22.1                                       | 22.2                                       | 22.7                                       | 21.9                                       | 21.3                                       | 21.4                                       | 21.2                                       | 22.3                                       |
| Temp. media (°C)                           | 15.2                                       | 15.9                                       | 17.1                                       | 18.2                                       | 18.4                                       | 17.8                                       | 17.5                                       | 17.7                                       | 17.3                                       | 16.7                                       | 16.2                                       | 15.4                                       | 17                                         |
| Temp. mín. media (°C)                      | 9.3                                        | 9.7                                        | 10.6                                       | 12.2                                       | 13.0                                       | 13.5                                       | 12.9                                       | 12.7                                       | 12.8                                       | 12.2                                       | 11.0                                       | 9.7                                        | 11.6                                       |
| Precipitación total (mm)                   | 6                                          | 5                                          | 4                                          | 38                                         | 122                                        | 276                                        | 221                                        | 205                                        | 260                                        | 138                                        | 36                                         | 7                                          | 1318                                       |
| Fuente: Climate-Data.org                   |                                            |                                            |                                            |                                            |                                            |                                            |                                            |                                            |                                            |                                            |                                            |                                            |                                            |

### Ubicación geográfica
Sumpango está ubicado en el departamento de Sacatepéquez y sus colindancias son las siguientes:
- Norte: San Juan Sacatepéquez, municipio del departamento de Guatemala.
- Sur: Pastores y Jocotenango, municipios del departamento de Sacatepéquez
- Este: Santo Domingo Xenacoj y Santiago Sacatepéquez, municipios del departamento de Sacatepéquez[4]
- Oeste: El Tejar, municipio del Departamento de Chimaltenango[4]

|                             | Norte: San Juan Sacatepéquez |                                                   |
| Oeste: El Tejar (Guatemala) |                              | Este: Santo Domingo Xenacoj Santiago Sacatepéquez |
|                             | Sur: Pastores Jocotenango    |                                                   |

## Gobierno municipal
Los municipios se encuentran regulados en diversas leyes de la República, que establecen su forma de organización, lo relativo a la conformación de sus órganos administrativos y los tributos destinados para los mismos.  Aunque se trata de entidades autónomas, se encuentran sujetos a la legislación nacional y las principales leyes que los rigen desde 1985 son:
| N.º | Ley                                                | Descripción |
| --- | -------------------------------------------------- | --- |
| 1   | Constitución Política de la República de Guatemala | Tiene una regulación legal específica para los municipios en los artículos 253 al 262. |
| 2   | Ley Electoral y de Partidos Políticos              | Ley de carácter constitucional aplicable a los municipios en el tema de la conformación de sus autoridades electas. |
| 3   | Código Municipal                                   | Decreto 12-2002 del Congreso de la República de Guatemala. Tiene la categoría de ley ordinaria y contiene preceptos generales aplicables a todos los municipios, e inclusive contiene legislación referente a la creación de los municipios.             |
| 4   | Ley de Servicio Municipal                          | Decreto 1-87 del Congreso de la República de Guatemala. Regula las relaciones entra la municipalidad y los servidores públicos en materia laboral. Tiene su base constitucional en el artículo 262 de la constitución que ordena la emisión de la misma. |
| 5   | Ley General de Descentralización                   | Decreto 14-2002 del Congreso de la República de Guatemala. Regula el deber constitucional del Estado, y por ende del municipio, de promover y aplicar la descentralización y desconcentración económica y administrativa.                                |

El gobierno de los municipios está a cargo de un Concejo Municipal mientras que el código municipal —ley ordinaria que contiene disposiciones que se aplican a todos los municipios— establece que «el concejo municipal es el órgano colegiado superior de deliberación y de decisión de los asuntos municipales […] y tiene su sede en la circunscripción de la cabecera municipal»; el artículo 33 del mencionado código establece que «[le] corresponde con exclusividad al concejo municipal el ejercicio del gobierno del municipio».
El concejo municipal se integra con el alcalde, los síndicos y concejales, electos directamente por sufragio universal y secreto para un período de cuatro años, pudiendo ser reelectos.
Existen también las Alcaldías Auxiliares, los Comités Comunitarios de Desarrollo (COCODE), el Comité Municipal del Desarrollo (COMUDE), las asociaciones culturales y las comisiones de trabajo. Los alcaldes auxiliares son elegidos por las comunidades de acuerdo a sus principios y tradiciones, y se reúnen con el alcalde municipal el primer domingo de cada mes, mientras que los Comités Comunitarios de Desarrollo y el Comité Municipal de Desarrollo organizan y facilitan la participación de las comunidades priorizando necesidades y problemas.

## Historia

### Época colonial

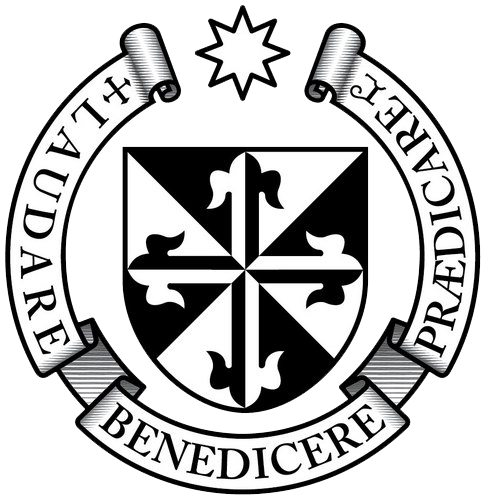
Escudo de la Orden de Predicadores.

La Corona española se enfocó en la catequización de los indígenas; las congregaciones fundadas por los misioneros reales en el Nuevo Mundo fueron llamadas «doctrinas de indios» o simplemente «doctrinas». Originalmente, los frailes tenían únicamente una misión temporal: enseñarle la fe católica a los indígenas, para luego dar paso a parroquias seculares como las establecidas en España; con este fin, los frailes debían haber enseñado los evangelios y el idioma español a los nativos. Ya cuando los indígenas estuvieran catequizados y hablaran español, podrían empezar a vivir en parroquias y a contribuir con el diezmo, como hacían los peninsulares.
Pero este plan nunca se llevó a cabo, principalmente porque la corona perdió el control de las órdenes regulares tan pronto como los miembros de éstas se embarcaron para América. Por otra parte, protegidos por sus privilegios apostólicos para ayudar a la conversión de los indígenas, los misionares solamente atendieron a la autoridad de sus priores y provinciales, y no a la de las autoridades españolas ni a las de los obispos. Los provinciales de las órdenes, a su vez, únicamente rendían cuentas a los líderes de su orden y no a la corona; una vez habían establecido una doctrina, protegían sus intereses en ella, incluso en contra de los intereses del rey y de esta forma las doctrinas pasaron a ser pueblos de indios que se quedaron establecidos para todo el resto de la colonia.
Las doctrinas fueron fundadas a discreción de los frailes, ya que tenían libertad completa para establecer comunidades para catequizar a los indígenas, con la esperanza de que estas pasaran con el tiempo a la jurisdicción de una parroquia secular a la que se le pagaría el diezmo; en realidad, lo que ocurrió fue que las doctrinas crecieron sin control y nunca pasaron al control de parroquias. La administración colectiva por parte del grupo de frailes eran la característica más importante de las doctrinas ya que garantizaba la continuación del sistema de la comunidad en caso falleciese uno de los dirigentes.
En 1638, los dominicos separaron a sus grandes doctrinas —que les representaban considerables ingresos económicos— en grupos centrados en sus seis conventos: Los conventos estaban en: la ciudad de Santiago de los Caballeros de Guatemala, Amatitlán, Verapaz, Sonsonate, San Salvador y Sacapulas. Específicamente el convento de la Ciudad de Santiago de los Caballeros de Guatemala, la doctrina abarcaba los poblados de Chimaltenango, Jocotenango, Sumpango, San Juan Sacatepéquez, San Pedro Sacatepéquez, Santiago Sacatepéquez, Rabinal, San Martín Jilotepeque, Escuintla, Milpas Altas, Milpas Bajas, San Lucas Sacatepéquez, y el Barrio de Santo Domingo en la ciudad.
El historiador Francisco Antonio de Fuentes y Guzmán describió que  en 1690 había seis poblados en el valle de Sacatepéquez: San Juan, San Pedro, San Lucas y Santiago Sacatepéquez, así como Quiaguistán y Sumpango, los cuales en ese entonces producían manzanas, duraznos, membrillos, peras y chamborote que eran enviados a la ciudad de Santiago de los Caballeros de Guatemala.
En 1754, en virtud de una Real Cédula parte de las Reformas Borbónicas, todos los curatos de las órdenes regulares fueron traspasados al clero secular. En 1765 se publicaron las reformas borbónicas de la Corona española, que pretendían recuperar el poder real sobre las colonias y aumentar la recaudación fiscal. Con estas reformas se crearon los estancos para controlar la producción de las bebidas embriagantes, el tabaco, la pólvora, los naipes y el patio de gallos. La real hacienda subastaba el estanco anualmente y un particular lo compraba, convirtiéndose así en el dueño del monopolio de cierto producto. Ese mismo año se crearon cuatro subdelegaciones de la Real Hacienda en San Salvador, Ciudad Real, Comayagua y León y la estructura político administrativa de la Capitanía General de Guatemala cambió a quince provincias:
Además de esta redistribución administrativa, la Corona española estableció una política tendiente a disminuir el poder de la Iglesia católica, el cual hasta ese momento era prácticamente absoluto sobre los vasallos españoles. Esta política de disminución de poder de la iglesia se basaba en la Ilustración

## Costumbres y tradiciones

### Festival de Barriletes Gigantes
El festival de Sumpango, también conocido como el Festival de Barriletes Gigantes y lugar de las calaveras por su historia, es un evento cultural que se celebra el 1 de noviembre en el pueblo de Sumpango. Al día de Todos los Santos, la población de Sumpango se reúne en el campo de fútbol ubicado al lado del cementerio para participar en un concurso de barriletes gigantes. Cada barrilete es elaborado desde meses atrás y participa en un concurso de creatividad y de vuelo. El evento existe desde hace varios siglos y fue reconocido como patrimonio cultural de Guatemala por el Ministerio de Cultura y Deportes el 30 de octubre de 1998. También recibió la Orden del Patrimonio Cultural por parte del entonces presidente Óscar Berger Perdomo a mediados de la década de 2000.